# 曾鐘玉
曾鐘玉，現任非凡電視台主播以及非凡電視台節目部主任。擁有「證券商高級業務員」及「投信投顧業務員」雙證照。銘傳大學 大眾傳播學系畢業。1995年進入非凡電視台，擔任執行製作、製作人幕後工作，2004年轉任幕前，擔任主播、主持人，2017年9月接任節目部主任。

## 金融證照
- 證券商高級業務員(高業)
- 證券投資信託及顧問事業之業務員(投信投顧業務員)
- 金融市場常識與職業道德

## 主持資歷
- 2025 證交所「2025台灣週ETF投資博覽會」 記者會及活動主持人
- 2025 台灣永續能源研究基金會「第五屆台灣永續投資獎」 主持人
- 2025 台北金融基金會「第28屆金鑽獎頒獎典禮」 主持人
- 2025 台北智慧城市展暨淨零城市展「主播看展」 「分析師看展」 主持人
- 2024 非凡電視台尾牙 主持人
- 2024 安盛投資「美國非投資等級債券前景座談」 主持人
- 2024 中華民國不動產仲介經紀商業同業公會全國聯合會「金仲獎楷模頒獎典禮」 主持人
- 2024 台灣永續能源研究基金會「第四屆台灣永續投資獎」 主持人
- 2024 證交所課程「一路升級！全民投資通識課」 講師
- 2024 台北金融基金會「第27屆金鑽獎頒獎典禮」 主持人
- 2023 群益金鼎證券「台股投資大趨勢論壇」 主持人
- 2023 財訊周刊「財訊金融獎」 主持人
- 2023 臺越論壇「非關税園區與LACH HUYEN國際深水港」 主持人
- 2023 非凡電視台30周年慶及尾牙 主持人
- 2023 證交所「榮耀20ETF啟動財富博覽會」 主持人
- 2023 台灣永續能源研究基金會「第三屆台灣永續投資獎」 主持人
- 2023 台北金融基金會「第26屆金鑽獎頒獎典禮」 主持人
- 2022 明新大學「大學新鮮人理財第一課」 演講
- 2022 非凡電視台「碳中和經濟力論壇」 主持人

## 學歷
- 銘傳大學 大眾傳播學系(1994年-1997年)
- 崇光女中(1991年-1994年)
- 臺北市立中正國民中學(1988年-1991年)
- 金華國小(1985年-1988年)
- 後埔國小(1982年-1985年)

## 經歷
- 銘傳大學銘報發行主任
- 銘傳大學演講辨論社、第26屆菁英盃全國大學院校辯論賽
- 中央日報實習記者
- 非凡電視台節目助理、執行製作、製作人
- 非凡商業周刊採訪記者

## 現任
- 非凡電視台節目部主任(2017年9月至今)
- 非凡電視台主播、主持人、製作人

## 播報時段
- 《非凡股市周報》非凡商業台周日20:00-21:00
- 《非凡股市現場》非凡商業台周一至周五20:00-22:00(代)
- 《非凡最前線》非凡新聞台周一至周五09:00-13:30(代)
- 《非凡新聞通》非凡商業台周一至周五18:00-18:30(代)
- 《全球新觀點》非凡商業台周一至周五18:30-19:00(代)

## 曾主播或主持的節目
- 《非凡全球報導》主播、製作人
- 《理財情報網》主持人、執行製作人
- 非凡電視台《360行向前衝》節目配音
- 非凡商業周刊廣告配音

## 曾製作的節目
- 《新聞TALK SHOW》製作人
- 《非凡股市現場》執行製作人、專題採訪記者 (1998年-2003年)
- 《股海羅盤》執行製作人 (1998年-2003年)
- 《海外基金獲利契機》執行製作 (1996年-1998年)
- 《財經廣場》執行製作 (1996年-1998年)
- 《非凡股市周報》執行製作人 (1998年-2003年)
- 《非凡商業周刊》特約撰稿記者
- 《非凡商業周刊》財經DVD執行製作人

## 外部連結
- 非凡財經主播曾鐘玉 臉書粉絲專頁
- 非凡商業台 （页面存档备份，存于）（繁體中文）
- YouTube上的非凡商業台頻道